# Zelandanura bituberculata
Genre
Espèce
Zelandanura bituberculata, unique représentant du genre Zelandanura, est une espèce de collemboles de la famille des Neanuridae.

## Distribution
Cette espèce est endémique de Nouvelle-Zélande.

## Publication originale
- Deharveng & Wise, 1987 : A new genus of Collembola (Neanuridae: Neanurinae) from southern New Zealand. Records of the Auckland Institute and Museum, vol. 14, p. 143-146.